# Српска православна црква у Обровцу
Српска православна црква у Обровцу, насељеном месту на територији општине Бачка Паланка, посвећена је Светом Пантелејмону.
Подигнута је у периоду 1757. године и припада Епархији бачкој Српске православне цркве.